# Фуражка

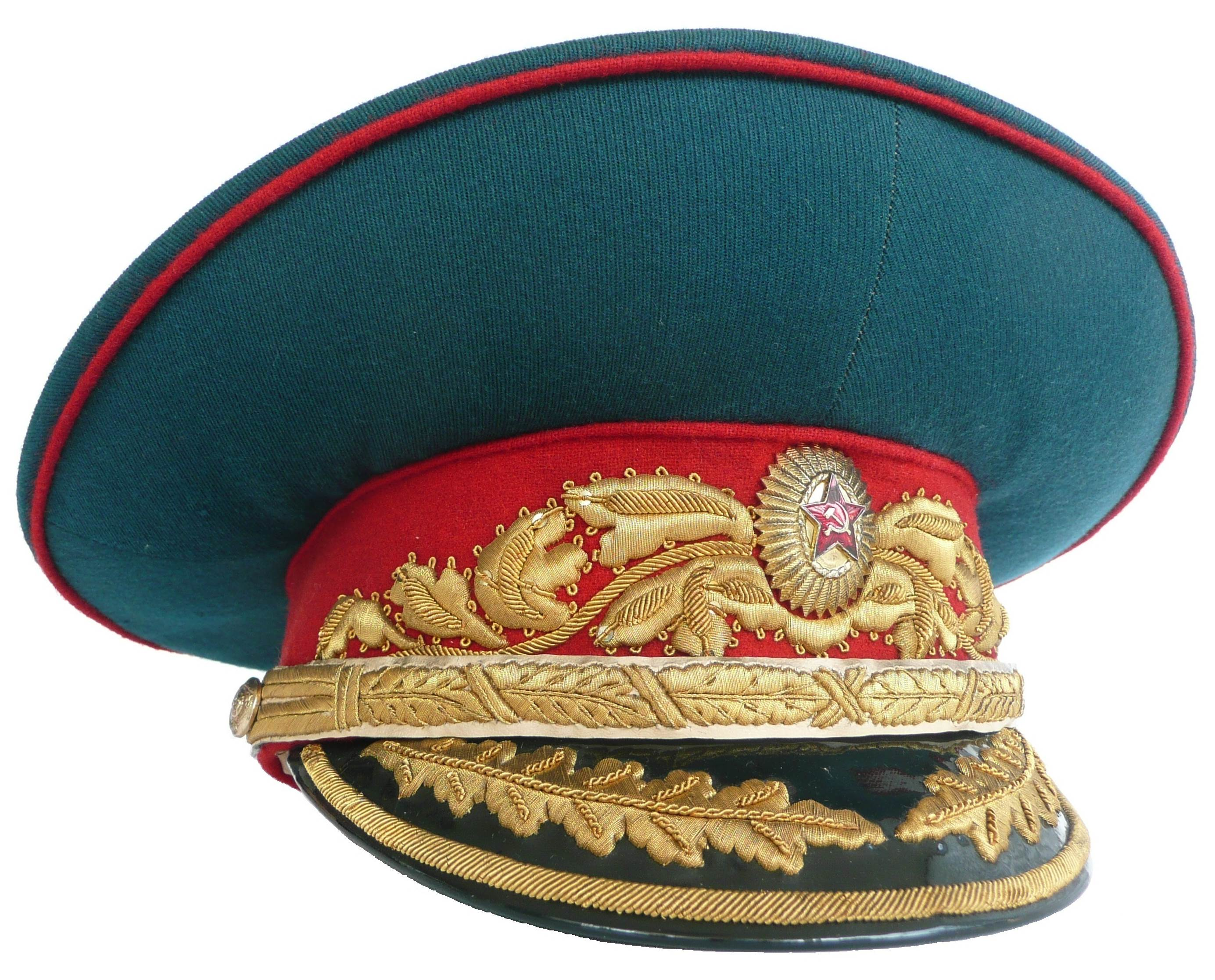
Парадная фуражка маршала Вооружённых Сил СССР

Фура́жка — головной убор, шапка известного покроя.
Ранее назывался «фуражная шапка» и являлся форменным головным убором в вооружённых силах и ведомствах различных государств.

## История и виды фуражек

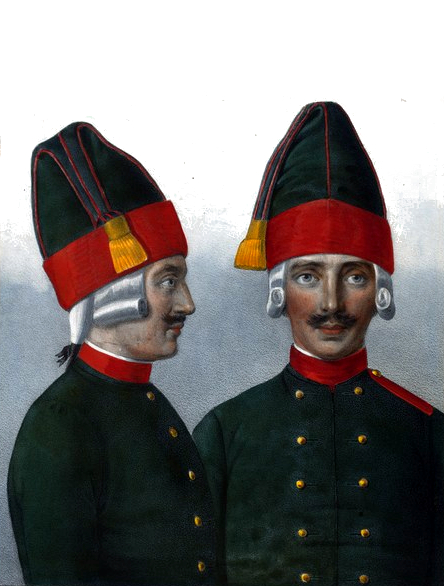
Фуражные шапки Киевского гренадерского полка 1797—1801 годов

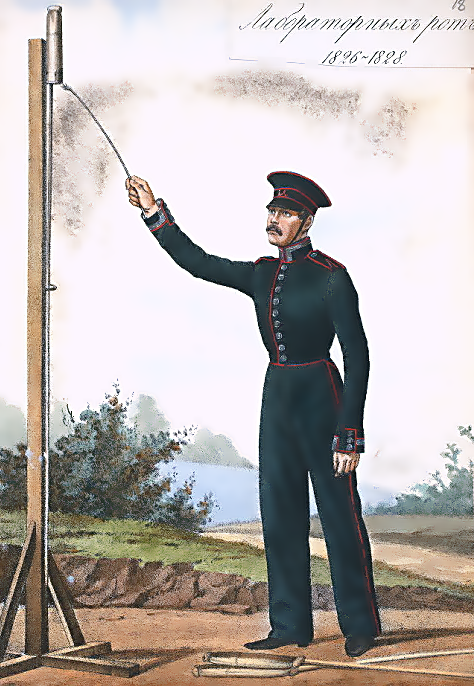
Фейерверкер Лабораторных рот русской армии 1826-1828 годов в фуражке с ракетой Конгрива

Исторически фуражка была развитием кивера, чья неудобная высокая форма в формах одежды европейских армий до середины XIX века постепенно уменьшалась до современной формы фуражки. В другом источнике указано что на вещевом довольствии, в ВС России, фуражные шапки и кивера существовали одновременно.

### Фуражка в российской армии
В Вооружённых силах Российской империи у солдат фуражка относилась к особой категории предметов вещевого довольствия войск — мундирным вещам. Фуражка отпускалась в виде материалов и всегда на определенный срок. Изготавливалась в полковых мастерских.
Фуражка была введена в 1811 году взамен фуражных шапок 1797 года, имевших вид согнутого пополам суконного колпака, и изготовлялась сначала из выслуживших срок мундиров.
Покрой фуражки менялся несколько раз. В 1862 году фуражка была отменена у всех, кроме кирасиров.
В 1872 году фуражки были возвращены гвардии, кавалерии, казакам и всем офицерам. В 1881 году фуражка была возвращена всей армии, в гвардии и кавалерии с кокардой на околыше, а в армии — на тулье, у нестроевых — с козырьком и кокардой на тулье.
В России в XIX веке на форменных фуражках на околышах располагалась кокарда и/или эмблема рода оружия (значок), инженерной специальности и так далее. На тулье мог размещаться дополнительный знак. Летом на фуражку надевали белый чехол.
В 1906 году была введена летняя фуражка защитного цвета, с козырьком и наружным подбородным ремнем для всех. В 1910 году вместо неё была введена походная суконная фуражка, а наружный ремень в пехоте был отменён.
Идентичная фуражка использовалась и после Февральской революции в  белых формированиях.

### Вооружённые Силы СССР
В Вооружённых Силах СССР с 1969 года фуражка для офицеров состояла из:
- донышка овальной формы (на фуражку для офицеров Военно-морского флота дополнительно полагался съёмный белого цвета чехол);
- тульи;
- околыша;
- канта (выпушки) по верхнему краю околыша и по краю донышка;
- ленты (черного цвета, на фуражку для офицеров Военно-морского флота);
- козырька (в ряде случаев на нём было шитьё (орнамент) или знаки различия);
- плетёного шнура (на полевой фуражке вместо него был подбородный ремешок);
- эмблем (шитья) (кому положено);
- кокарды;
- форменных пуговиц (две).

## Основные части

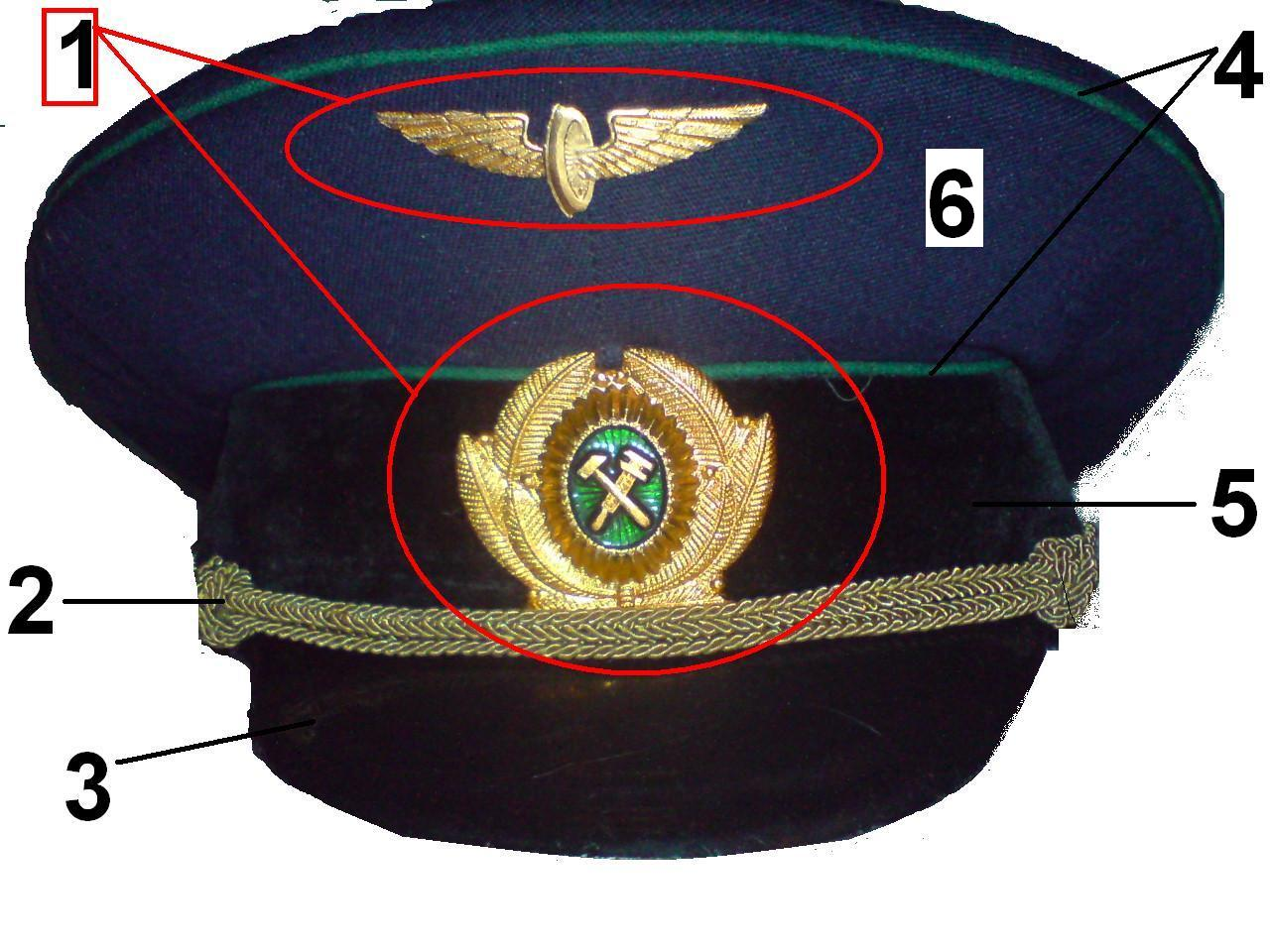
Железнодорожная фуражка

Основные элементы и аксессуары фуражки (на примере фуражки МПС СССР/России):
1. кокарда с эмблемой и эмблема (у данной фуражки называется «технический знак»).
2. рант — ремешок (на полевых фуражках, например, он называется также «подбородным ремешком»). В данном случае рант — витой шнур-филигран.
3. козырёк.
4. кант —
5. околыш —
6. тулья —

Фуражки часто имеют армирующие вставки — стальной обруч для поддержания формы тульи и придания ей (при необходимости) изгиба, матерчатые (ватные) валики для наполнения тульи, а также уплотнители околыша (из картона) для сохранения формы.
Отдельные виды фуражек могут иметь сменные чехлы (например, летний белый чехол для флотских фуражек).

## Разновидности
- Картуз — гражданская разновидность фуражки. Летний мужской головной убор. От фуражки отличается высоким околышем.
- Полевая фуражка (полевое кепи) — изготавливается из камуфлированной (защитной) ткани, без армирующих вставок, служит головным убором в полевых условиях. Носится с кокардой защитного цвета.
- Бескозырка — от фуражки отличается прежде всего отсутствием козырька. Классический пример — форма одежды матросов и старшин военно-морского флота России.

## Галерея

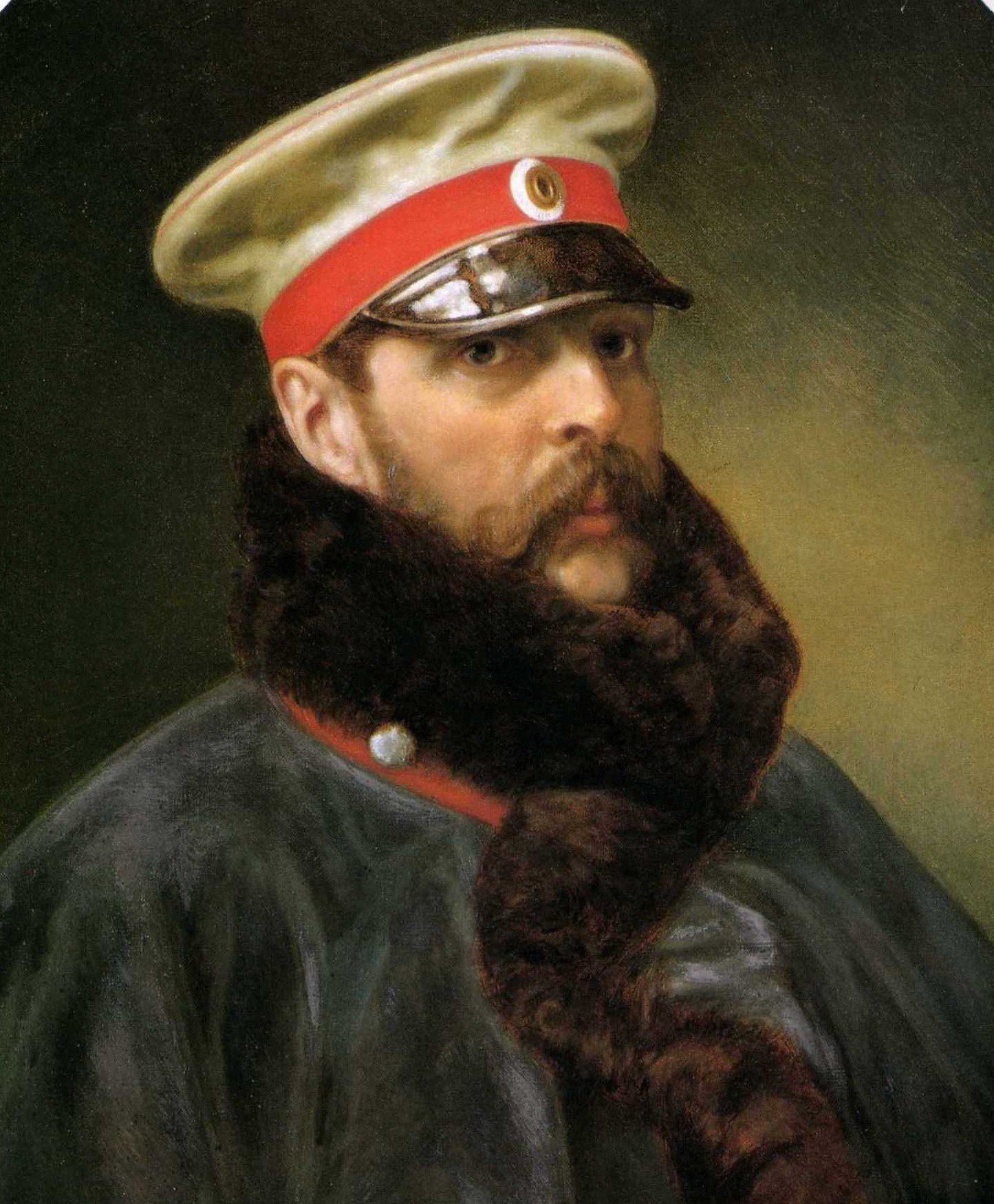
Александр II в генеральской форменной фуражке, 1865
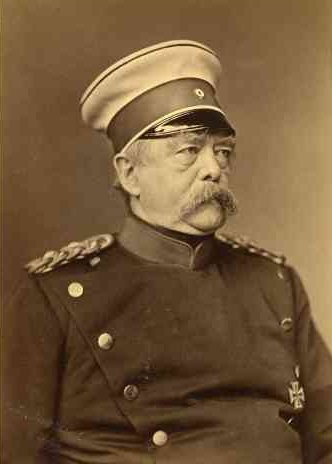
Генерал-полковник в ранге генерал-фельдмаршала Отто фон Бисмарк
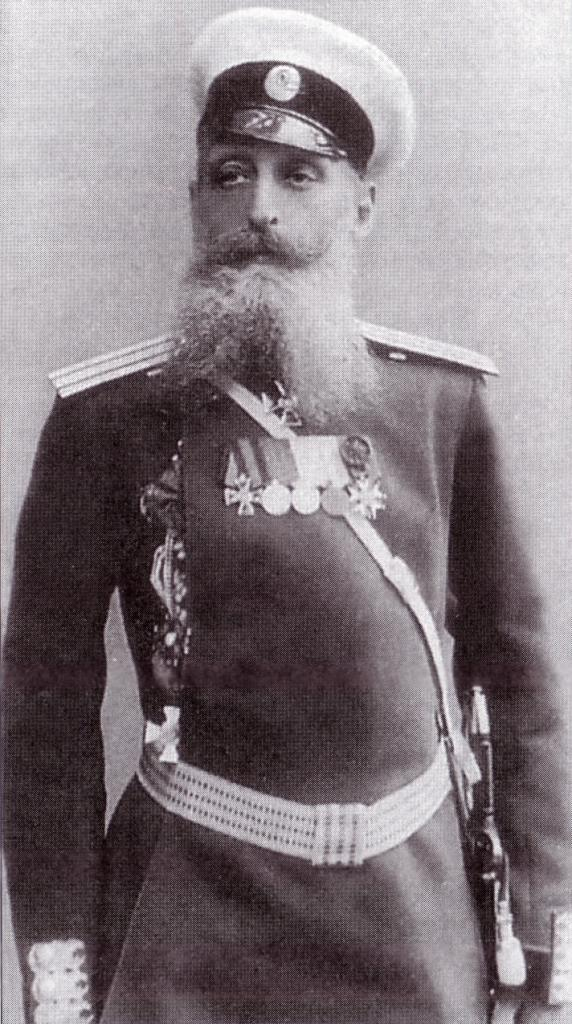
Полковник А. М. Кованько, Санкт-Петербург, 1904
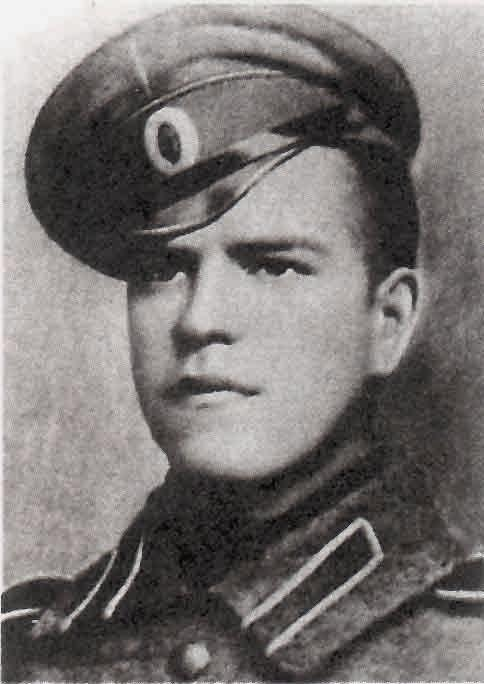
Унтер-офицер Георгий Жуков, 1916
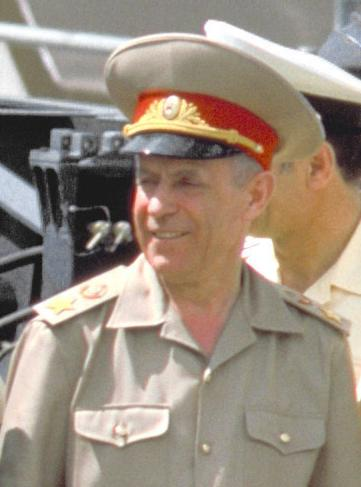
Маршал Советского Союза С. Ф. Ахромеев
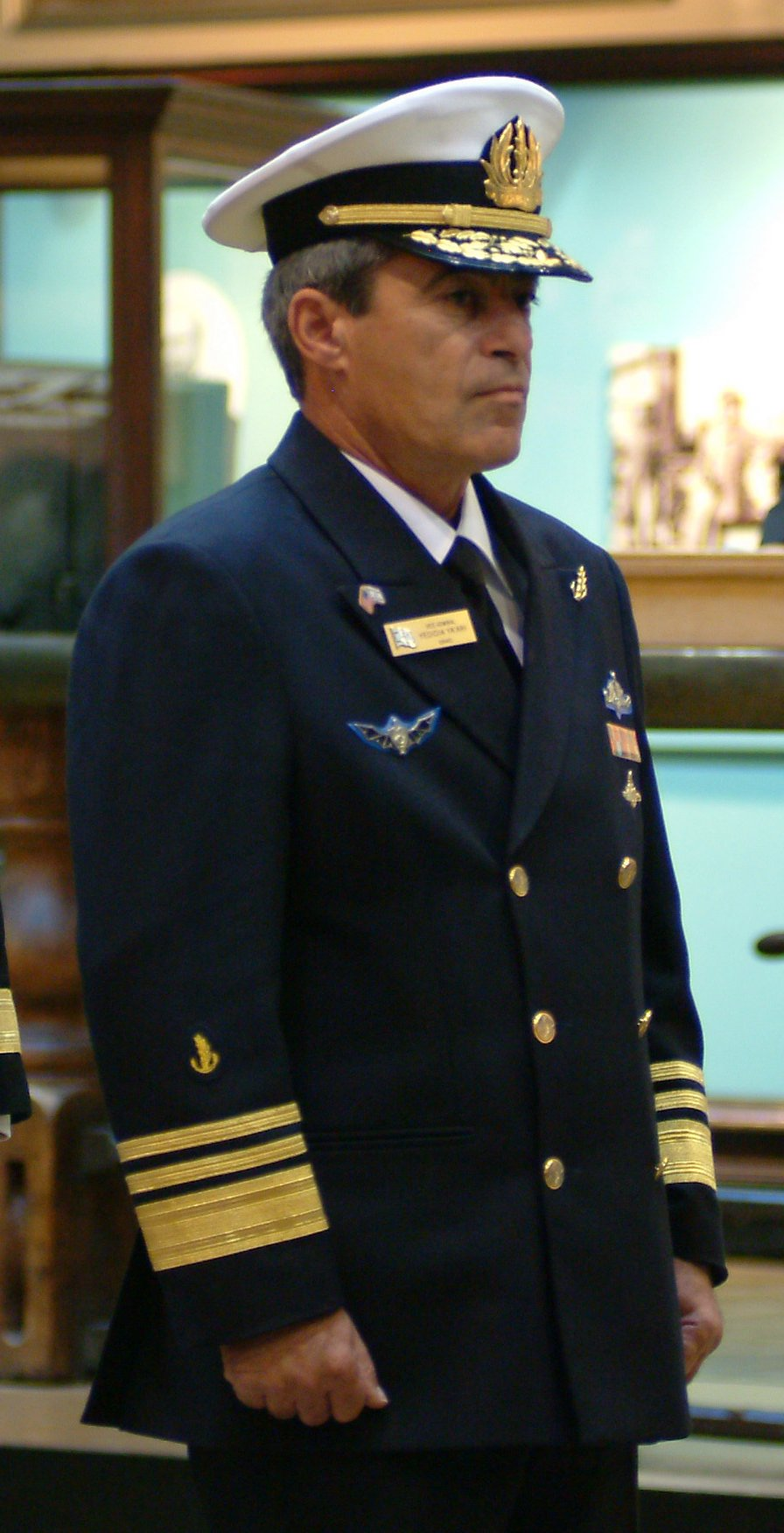
Командующий ВМС Израиля (2000—2004) вице-адмирал Йедидья Яари
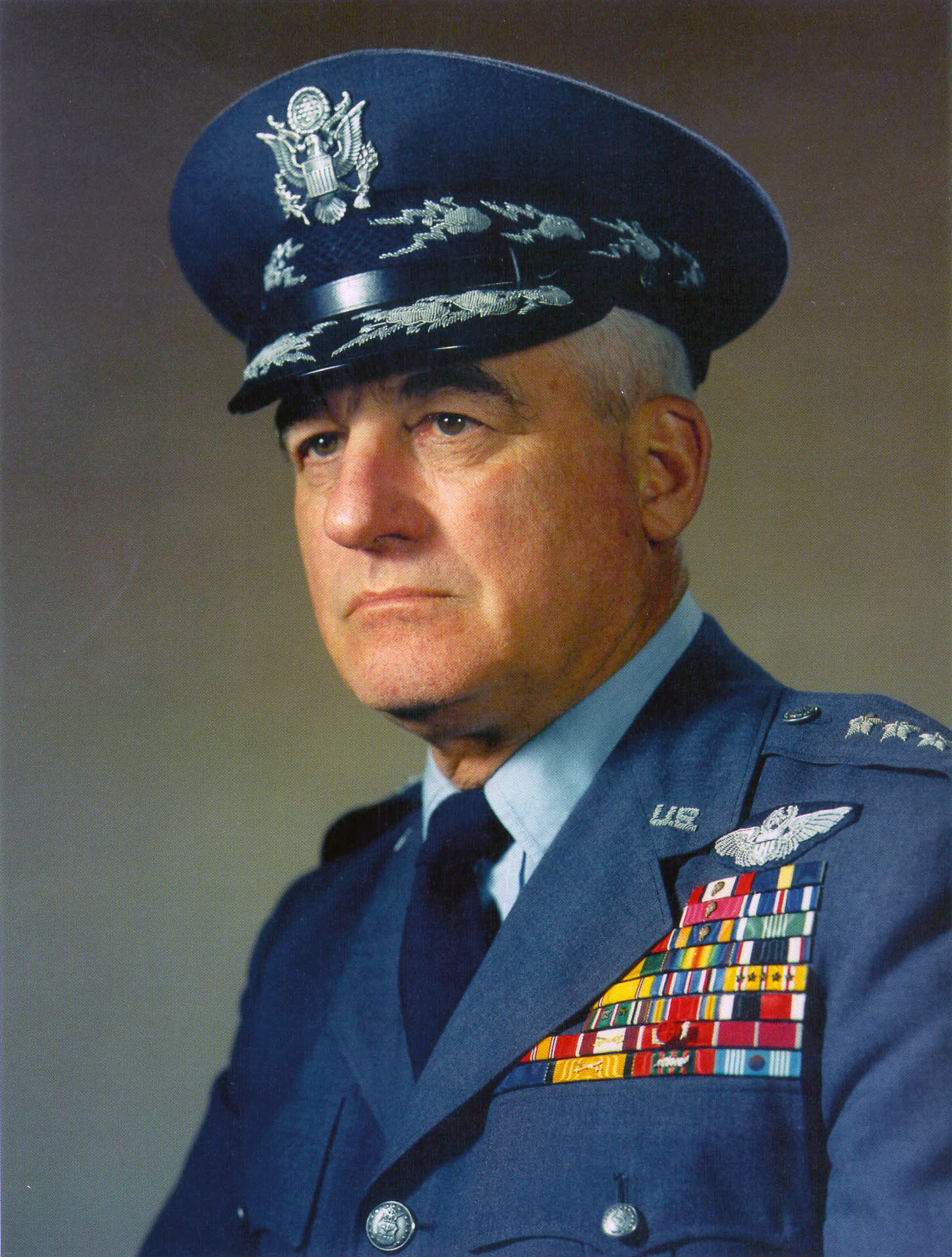
Генерал Н. Твайнинг[англ.] в американской офицерской форменной фуражке